# Rumphi
Rumphi è un centro abitato del Malawi, situato nella Regione Settentrionale.